# 合理的配慮
合理的配慮（ごうりてきはいりょ、英語: reasonable accommodation）とは、障害者から何らかの助けを求める意思の表明があった場合、過度な負担になり過ぎない範囲で、社会的障壁を取り除くために必要な便宜のことである。

## 定義
障害者権利条約第2条に定義がある「合理的配慮」とは、障害者が他の者との平等を基礎として全ての人権及び基本的自由を享有し、又は行使することを確保するための必要かつ適当な変更及び調整であって、特定の場合において必要とされるものである。

## 概要
合理的配慮の文言が、障害者に対する差別を防止する意図で用いられた最初の例は、リハビリテーション法の施行規則（1977年）だとされる。それ以降、障害を持つアメリカ人法でさらに明確に定義され、さらに障害者権利条約で採用されたことで、一般的に知られる概念となった。
障害者権利条約では、原文（英語）では「reasonable accommodation」と表記され、日本語にすると「合理的調整」、つまり無理のない範囲で調整を図るという意味であるが、一般に「合理的配慮」と翻訳されている。自治体、公的機関、障害者支援団体、NPO等、各所で合理的配慮の具体的な事例を紹介する動きがみられる。

## 法的位置づけ
日本では、2016年に施行された「障害を理由とする差別の解消の推進に関する法律」（通称：障害者差別解消法）によって、合理的配慮の提供が義務づけられた。社会の中にあるバリアを取り除くために、障害者が何らかの対応を求めたときには、企業や団体は負担が重すぎない範囲で対応する必要がある。この法律で合理的配慮の対象となる障害者は、障害者手帳を持つ人にかぎらない。

### 民間事業者の場合
民間事業者の合理的配慮提供について、2016年に障害者差別解消法が施行された当初は努力義務とされていた。しかし2021年5月に法改正がおこなわれ、2024年4月1日から、すべての事業者に対して合理的配慮の提供が義務化された。合理的配慮の内容は、障害特性やそれぞれの場面・状況に応じて異なるため、個々の場面ごとに柔軟に対応を検討することが求められる。

### 国の行政機関・地方公共団体等の場合
国の行政機関・地方公共団体・独立行政法人・特殊法人等の場合は、合理的配慮を行う法的義務がある。

## 基本的概念
障害のない人も、その人自身が持つ心身の機能や個人的能力だけで日常生活や社会生活を送っているわけではない。日常生活や社会生活を営むにあたり、様々な場面で人的サービス、社会的インフラの供与、権利の付与等による支援を伴う待遇や機会が与えられているのである。
ところが、こうした支援は、障害のない者を基準にして制度設計されており、障害者の存在が想定されていないことが多く、障害者はこれを利用する、その支援の恩恵を受けられないといった事態が発生することになり、社会的障壁が発生する。障害者が利用できるように合理的配慮を提供しないことは、実質的には、障害のない者との比較において障害者に対して区別、排除又は制限といった異なる取扱いをしているのと同様である。
例えば、多目的ホールでの講演において、聴衆に対するサービスとしてマイクとスピーカーが用意される。聴衆はこのサービスがないと講演内容を聞くことができない。障害がない人々に対しても、人的サービス、社会的インフラの付与などの支援（配慮）がある。障害のない人々は、これらの支援（配慮）を受けて日常生活・社会生活を送ることができる。
しかし、耳の聞こえない障害者には、この支援を利用することができない状況が発生し、これが社会的障壁となる。障害者がそうした社会的障壁を取り除くために、実質上の平等を実現するために必要な配慮を要求することを障害者の人権ととらえることは重要である。

## 事例

### 自治体による取り組み
大阪府では、「合理的配慮」の考え方を広く普及し、その取組みを進めていくことを目的に、様々な場面で実践されている障害者に対する配慮や工夫の事例、また、障害者が「あったらいいな」と考える配慮や工夫を募集。関係行政機関を含め、広く周知していくこととした。

### 独立行政法人 国立特別支援教育総合研究所による取り組み
独立行政法人国立特別支援教育総合研究所では、教育現場における合理的配慮の実践事例に関するデータベースを作成した。

### NPO等による取り組み
NPO法人二枚目の名刺、NPOコミュニケーション支援機構では、調査レポート「ろう者の社会生活における『合理的配慮』とろう生徒の選択肢の多様化について」において、ろう者に対する合理的配慮事例を、学校、職場、役所、日常生活に分けて紹介。
ICTの進展に伴い、遠隔パソコン文字通訳、自動音声認識ソフト等、ろう者に対する情報保障の選択肢が多様化していると指摘。特に、ろうの生徒が一般校に進学した場合の合理的配慮として、遠隔PC文字通訳がその対応策の一つと位置付けられれば、大きな行政コストなく、ろうの生徒に有効な情報保障が実現できるとしている。また、ろうの生徒が一般高校に進学した場合、当人の人生の選択肢拡大とともに、生徒一人当たりの行政負担額が、ろう学校に進学した場合（600万円程度）に比べ半減するとの試算が示されている。

## 条約・法律の中の「合理的配慮」に関する記述

### 障害者権利条約
第二条　定義
合理的配慮の定義：障害者が他の者と平等にすべての人権及び基本的自由を享有し、又は行使することを確保するための必要かつ適当な変更及び調整であって、特定の場合において必要とされるものであり、かつ、均衡を失した又は過度の負担を課さないものをいう。

### 障害者基本法
（差別の禁止）
第四条 
何人も、障害者に対して、障害を理由として、差別することその他の権利利益を侵害する行為をしてはならない。
２.社会的障壁の除去は、それを必要としている障害者が現に存し、かつ、その実施に伴う負担が過重でないときは、それを怠ることによって前項の規定に違反することとならないよう、その実施について必要かつ合理的な配慮がされなければならない。

### 障害者差別解消法
第一章　総則
（国民の責務）
第四条　国民は、第一条に規定する社会を実現する上で障害を理由とする差別の解消が重要であることに鑑み、障害を理由とする差別の解消の推進に寄与するよう努めなければならない。
（社会的障壁の除去の実施についての必要かつ合理的な配慮に関する環境の整備）
第五条　行政機関等及び事業者は、社会的障壁の除去の実施についての必要かつ合理的な配慮を的確に行うため、自ら設置する施設の構造の改善及び設備の整備、関係職員に対する研修その他の必要な環境の整備に努めなければならない。
第三章　行政機関等及び事業者における障害を理由とする差別を解消するための措置
（行政機関等における障害を理由とする差別の禁止）
第七条　行政機関等は、その事務又は事業を行うに当たり、障害を理由として障害者でない者と不当な差別的取扱いをすることにより、障害者の権利利益を侵害してはならない。
２.行政機関等は、その事務又は事業を行うに当たり、障害者から現に社会的障壁の除去を必要としている旨の意思の表明があった場合において、その実施に伴う負担が過重でないときは、障害者の権利利益を侵害することとならないよう、当該障害者の性別、年齢及び障害の状態に応じて、社会的障壁の除去の実施について必要かつ合理的な配慮をしなければならない。
（事業者における障害を理由とする差別の禁止）
第八条　事業者は、その事業を行うに当たり、障害を理由として障害者でない者と不当な差別的取扱いをすることにより、障害者の権利利益を侵害してはならない。
２　事業者は、その事業を行うに当たり、障害者から現に社会的障壁の除去を必要としている旨の意思の表明があった場合において、その実施に伴う負担が過重でないときは、障害者の権利利益を侵害することとならないよう、当該障害者の性別、年齢及び障害の状態に応じて、社会的障壁の除去の実施について必要かつ合理的な配慮をしなければならない。